# Смайл
Смайл, сма́йлик (від англ. smiley — «мордочка, пичка»[джерело?], або smile — «усмішка»), також емотико́н, емогра́ма (англ. emoticon) — схематичне зображення людського обличчя, що використовується для передачі емоцій. Елемент масової культури, що виник в міру поширення мережі Інтернет серед широких верств населення. Може складатися з різноманітних символів, як то букв алфавіту, знаків пунктуації та різних службових символів. Особливе розповсюдження смайли набули з поширенням інтернету (чати, форуми, ICQ тощо) та мобільних телефонів (короткі повідомлення — SMS), де широко використовуються користувачами для обміну повідомленнями.

## Історія

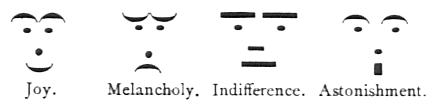
Смайли, опубліковані 30 березня1881 року у випуску журналу «Puck».

Одна з перших спроб використання типографічних конструкцій для вираження емоцій була зроблена ще у 1881 році редакцією американського гумористичного журналу «Puck». У 1953 році смайлики з'являються на шпальтах газети «Нью-Йорк Гералд Трибюн» (англ. «New York Herald Tribune»), де їх використали у рекламі художнього фільму «Lili». Масштабна експансія смайликів у друкованому тексті почалася з виникненням Інтернету. За короткий проміжок часу інтернет-спільнота успішно адаптувала певні символи через їхню простоту та легкість написання, адже їх можна зобразити типографічними знаками, що розміщені на клавіатурі. Смайлики увійшли до графічно-стилістичного атрибуту нетикету.
Перший емотікон — двокрапка, яка супроводжується дефісом і круглою дужкою, був відісланий 19 вересня 1982 року професором психології Університету Карнегі-Меллон Скоттом Фалманом у повідомленні на онлайн-форумі під час обговорення теми про обмеження онлайн-гумору.

Письменник Володимир Набоков в 1969 році в одному зі своїх інтерв'ю висловив думку, що існуючі знаки пунктуації слід доповнити знаками, які б передавали емоції: 
Я часто думаю, що повинен існувати спеціальний типографський знак, який означає посмішку, — щось начебто вигнута лінія, лежача навзнак дужка; саме цей значок я поставив би замість відповіді на ваше питання.
Оригінальний текст (англ.)
I often think there should exist a special typographical sign for a smile — some sort of concave mark, a supine round bracket, which I would now like to trace in reply to your question.

Ще в 1972 році користувачі системи PLATO могли використовувати спеціальні символи для позначення емоцій у вигляді маленьких квадратних облич.
У Юнікоді є символи для позначення емоцій: ☺ ☻ ☹ (коди U+263A, U+263B і U+2639 відповідно). В Юнікоді версії 6.0 передбачений набір з понад 60-и смайлів.
Перші смайли у наближеному до сучасного вигляді створив японець Снігетака Куріта. Він черпав натхнення із символів, які використовують у прогнозах погоди, китайських ієрогліфів та вуличних знаків. Вигадав близько 180 смайликів на основі людських емоцій, почуттів та предметів, які оточували його щодня.
Популярними смайлики стали завдяки появі вебчатів для спілкування, вебфорумів та соціальних мереж. Вони включені в розкладку  iOS, Android та інших операційних систем.
У 2017 році Apple представила нові анімовані смайли, які повторюють міміку власника, за допомогою сканера обличчя. Телефон записує жести та звуки власника, а потім накладає на популярні смайли.

## Класичні смайли
Одні й ті ж емоції іноді записуються різними смайликами, деякі смайли функціюють лише у вузькому колі людей. Але є смайли, які поширені повсюдно і мають усталений запис. Часто вони уже вбудовані в інтернет-програми та мобільні телефони, і при виведенні на екран текстові смайли автоматично заміняються на відповідні графічні зображення.
| Смайл       | Значення                              | Графічне зображення | Смайл        | Значення                         | Графічне зображення | Смайл       | Значення           | Графічне зображення |
| ----------- | ------------------------------------- | ------------------- | ------------ | -------------------------------- | ------------------- | ----------- | ------------------ | ------------------- |
| :-) або :)  | усмішка, щастя                        |                     | :-(або :(    | сум, депресія, не весело         |                     | ;-) або ;)  | підморгування      |                     |
| :-D         | сміх                                  |                     | :-P або: P   | показувати язика                 |                     | :-*         | поцілунок          |                     |
| :-O або =-O | здивування, шок                       |                     | :-[          | зашарівся, почервонів            |                     | :'(         | плач               |                     |
| O:-)        | ангел                                 |                     | ]:-> або >:) | дідько, диявол                   |                     | 8-) або B-) | в окулярах, крутий |                     |
| >:O або >:( | розлючений                            |                     | :-X          | стулені губи, обіцянка мовчати   |                     | :-\|        | не розумію, чекаю  |                     |
| :-!         | нудота, відраза                       |                     | :-@          | кричати в гніві, розгніваний     |                     | @}->--      | троянда            |                     |
| :'-)        | сльози радості, посмішка крізь сльози |                     | %)           | плутанина, сум'яття; божевільний |                     | :*)         | напідпитку         |                     |
| -:)         | панк                                  |                     | 8:-)         | маленька дівчинка                |                     | :-()        | приголомшений      |                     |

Для спрощення набору символ носа «-» часто опускають. Наприклад, пишуть просто :) або :(. У чатах смайли часто скорочують до символу, яким позначається рот: ), (, D. Нерідко цей символ повторюється, кількість знаків при цьому відповідає силі емоції: )))), (((((, DDDDD. Такі повтори зустрічаються й при використанні повної версії смайлика, наприклад: :))), :-))).
Замість двокрапки іноді використовують знак рівності, що символізує широко розкриті очі (як в мультфільмах), «носа» при цьому зазвичай не ставлять: =) замість :). Іноді смайли записують очима в інший бік, тобто (-: або ):. Значення смайлів від цього не змінюється.

## Українські смайли
У середовищі українських користувачів зародилися так звані українські патріотичні смайли:
- чоловічі — з «козацьким оселедцем»:

```
~:-)    ~;-P    ~;-|    ~8-)    ~8-D    
```

- жіночі — з «квіткою»:

```
*;-)    *;-P    *;-D    *;-|    *'_'*
```

## Азійські смайли
У користувачів Східної Азії популярний стиль смайликів, які зрозумілі без їх перевертання, аналогічні схематичні зображення облич часто використовуються в аніме та манґах. Останнім часом деякі з цих смайлів набувають популярності і в Україні.
| (^_^) ｡◕‿◕｡ ◕‿◕ (^▼^) |

| (^o^) |

| d(^_^)b d(-\\\)b d(-_-)b o\|^_^\|o o(^_^)o |

| b(^_^)d |

| (-.-)Zzz |

| (Z.Z) |

| \(^_^)/ |

| (*^.^*) |

| (-_-;), (-_-') (-_-U) (-.-) (=.=) (-_-*) |

| (?_?) (@_@) |

| (^_~) (^_-) |

| (;_;) (T_T) (TT_TT) (T^T) (Q_Q) |

| (o.O) (o_O) (o.o) |

| (<.<) (<_<) (>.<) |

| (>'_')>O (>'_')># (>'_')>~(\\\) |

| (O//o) (o//O) (>//<) |

## Юнікод
| Смайли (Юнікод) Official Unicode Consortium code chart (PDF) |    |    |    |    |    |    |    |    |    |    |    |    |    |    |    |    |
|                                                              | 0  | 1  | 2  | 3  | 4  | 5  | 6  | 7  | 8  | 9  | A  | B  | C  | D  | E  | F  |
| U+1F60x                                                      | 😀 | 😁 | 😂 | 😃 | 😄 | 😅 | 😆 | 😇 | 😈 | 😉 | 😊 | 😋 | 😌 | 😍 | 😎 | 😏 |
| U+1F61x                                                      | 😐 | 😑 | 😒 | 😓 | 😔 | 😕 | 😖 | 😗 | 😘 | 😙 | 😚 | 😛 | 😜 | 😝 | 😞 | 😟 |
| U+1F62x                                                      | 😠 | 😡 | 😢 | 😣 | 😤 | 😥 | 😦 | 😧 | 😨 | 😩 | 😪 | 😫 | 😬 | 😭 | 😮 | 😯 |
| U+1F63x                                                      | 😰 | 😱 | 😲 | 😳 | 😴 | 😵 | 😶 | 😷 | 😸 | 😹 | 😺 | 😻 | 😼 | 😽 | 😾 | 😿 |
| U+1F64x                                                      | 🙀 | 🙁 | 🙂 | 🙃 | 🙄 | 🙅 | 🙆 | 🙇 | 🙈 | 🙉 | 🙊 | 🙋 | 🙌 | 🙍 | 🙎 | 🙏 |
|                                                              |    |    |    |    |    |    |    |    |    |    |    |    |    |    |    |    |